# ナーランダ・カレッジ (コロンボ)
ナーランダ・カレッジ（英語: Nalanda College, シンハラ語: නාලන්දා විද්‍යාලය）は、スリランカの都市コロンボにある仏教系国立学校。1925年11月1日にアナンダ・カレッジの分校として設立された。

## 創設

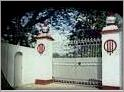
正門

1922年、当時の仏教教育者パトリック・デ・シルバ・クララトナの提案により、アナンダ・カレッジの一部がキャンプベル・プレイスへ移転した。L・H・マッタナンダがこの分校の校長に指名され、この学校は当初アナンダ・ブランチと呼ばれていた。W・E・フェルナンドが初代教頭、アーナンダ・マイトレーヤが初代仏教教師となった。

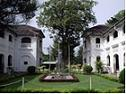
当時の面影を残す校舎

1924年、クララトナは5,500ルピーをかけてキャンプベル・プレイスの運動場近くの土地を購入し、16部屋の校舎を建設した。クララトナは16部屋のうち2部屋を校長室と職員室、さらに2部屋を実験室として使用し、残り12部屋を一般教室として使用した。そして、1924年に330人の生徒がアナンダ・カレッジから移動した。

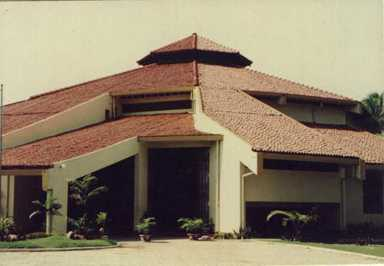
マララセカラ・シアター

1925年11月1日、クララトナの尽力によりこの分校はナーランダ・カレッジとして独立した。校名を提案したのは、当時教員を務めていたアーナンダ・マイトレーヤである。

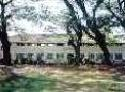
サクシラ・ホール

1926年1月1日、クララトナはグナパーラ・マラセカラを次期校長に指名し、L・H・マッタナンダが副校長となった。
同年3月30日にはクララトナが礎石を第2棟に設置した。その年の終わりには生徒数は550人に増加した。その後彼はアナガーリカ・ダルマパーラから借金をし、初等部用地を購入した。そして学生会館がマララセカラ・シアターと名付けられた。

## 発展

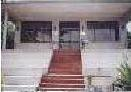
語学研究棟

その後、ナーランダ・カレッジは実験室やコンピューター室、講堂、学生寮などを増設した。特色のある教育として、7年から全教科を英語で学ぶコースが用意されている。

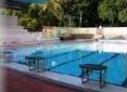
プール

2011年、シンククエスト国際コンテストで学生が世界1位となった。

## マルーン戦
アナンダ-ナーランダは1924年から毎年開催されているアナンダ・カレッジとのクリケット試合のこと。

## 関連人物

### 主な教員
- アーナンダ・マイトレーヤ - 初代仏教教師を務めた。
- アリヤラトネ - 同校で14年間理科教師を務めた。

### 主な出身人物
- マヒンダ・ラージャパクサ - 政治家、第24代スリランカ首相（現職）